# The Skeptics' Guide to the Universe
The Skeptics' Guide to the Universe é um podcast de 80 minutos, semanal, apresentado por Steven Novella (médico, neurologista) e um painel de "vilões céticos". O nome do podcast tem como inspiração a série de ficção científica The Hitchhiker's Guide to the Galaxy, e é  o podcast oficial da New England Skeptical Society. O programa caracteriza-se pelo debate à volta de mitos, teorias da conspiração, pseudociências, o paranormal e muitas outras formas de crenças infundadas, do ponto de vista do ceticismo científico. Também se discute desenvolvimentos científicos recentes em termos leigos e fazem-se entrevistas a escritores, pessoas na área da ciência e outros céticos famosos. O apresentador do programa tem estado particularmente activo a desmascarar pseudociência na medicina. A sua actividade recente incluí a oposição às alegações do movimentos ativacinação, profissionais de homeopatia e indivíduos que negam a ligação entre o VIH e a SIDA (ou AIDS).

## Apresentadores

### Atuais

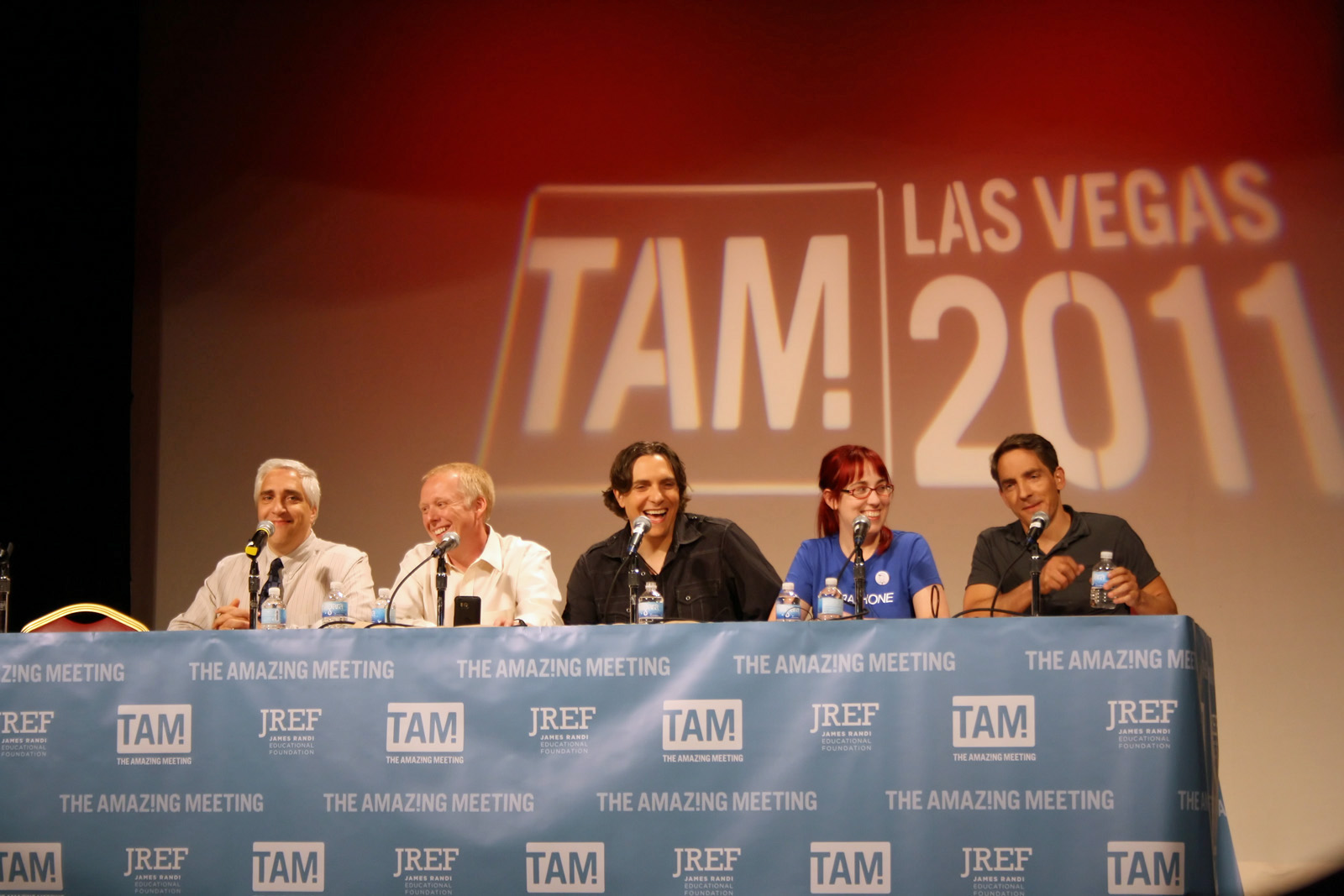
Os apresentadores do SGU durante o TAM9 de 2011, em Las Vegas

- Steven Novella
- Jay Novella
- Robert Novella
- Evan Bernstein
- Cara Santa Maria

### Ex-apresentadores
- Rebecca Watson (Ex-Apresentadora)
- Perry DeAngelis (falecido)

A 19 de agosto de 2007, o coapresentador DeAngelis faleceu, pouco antes do seu 44º aniversário, ao sofrer de várias doenças crónicas (mais propriamente escleroderma). Durante a semana anterior à sua morte, DeAngelis telefonou do seu quarto de hospital para a sua contribuição na rubrica "Skeptical Quote", "Citação Cética" em português, do qual era responsável na altura. Em 27 de dezembro de 2014 Rebecca Watson deixou de ser apresentadora do programa.

## Produção
O programa é pré-gravado a partir de uma chamada em conferência, via Skype. Cada interveniente grava o seu próprio áudio e no fim as faixas gravadas localmente são misturadas numa só. A edição e a pós-produção do programa são feitas pelo próprio Steven Novella. A comediante britânica e cética Iszi Lawrence faz a voz em off das introduções e de certos segmentos do programa. Até 13 de abril de 2001, cada segmento era introduzido pela ex-mulher de Jay Novella, um dos apresentadores.

## Rubricas
AberturaNa abertura do programa, Steven Novella apresenta cada um dos presentes, para depois passar para a rubrica "This Day in Skepticism", "Este Dia no Ceticismo". O painel de participantes discute as principais manchetes da semana com particular interesse para os céticos. Esta parte é normalmente seguida de respostas a e-mails dos ouvintes.
"Who's That Noisy?""Quem é assim tão barulhento?" em português. Bernstein passa um som, muitas vezes quase ininteligível, para os ouvintes adivinharem o que é ou quem é.
"A quickie with Bob"Em português, "Uma rapidinha com o Bob". Nesta rubrica, qualquer um dos "vilões" (menos o Bob) pode pedir uma 'rapidinha com o Bob', respondendo ao pedido, este lança um tema retirado das notícias científicas da actualidade. Tem tendência a acontecer cerca de um minuto antes da segmento da entrevista, tem a duração da música de fundo que acompanha a peça.
EntrevistaNa maioria das semanas é entrevistado um convidado, cético ou cientista.
"Ciência ou Ficção"Neste segmento, Steven Novella apresenta aos membros do painel três histórias recentes de natureza científica, onde uma das quais é ficção. Os coapresentadores têm então que fazer uso dos seus conhecimentos sobre ciência e os seus sentidos céticos para descobrir qual das histórias é ficção. A história que é falsa pode ser uma fabricação integral ou, então, baseada numa história factual com um detalhe falseado fundamental para a tornar fictícia. O "Ciência ou Ficção" é ocasionalmente temático, quando assim é todas as histórias têm por base tópicos similares.
"Citação Cética"O programa termina com Jay Novella a ler uma citação de uma pessoa famosa considerada relevante para o ceticismo ou para ciência. O Jay anuncia a fonte quase sempre numa voz exagerada de locutor de rádio. O Bob fez a primeira citação cética não sendo contudo realmente específico a qualquer um dos "vilões". A 10 de maio de 2008, o apresentador Steven Novella colocou um inquérito no painel de mensagens do SGU, onde perguntava aos ouvintes se preferiam que Jay mencionasse a fonte da citação no ínico ou fim de a ler.
Apenas a partir de 2010, é que o segmento "Who's That Noisy?" ocorre antes da entrevista; antes de 2010 acontecia imediatamente antes da "Citação Cética".
A duração da maioria dos podcasts é de 80 minutos, mas no dia 23 de setembro de 2011, o SGU produziu um podcast que durou 24 horas com contribuições de céticos de todo o mundo. Era referido como o SGU-24.

## Rubricas ocasionais e passadas
"Guest Rogue""O 'vilão' convidado", em português. Desde o início de 2010, por vezes, em vez de ter uma entrevista, o Skeptic's Guide poderá ter um "Vilão Convidado" para participar no programa incluindo nas notícias e na secção de "Ciência ou Ficção", como se estes fossem um dos apresentadores.
"Skeptical Puzzle""Puzzle Cético", em português. No fim do programa, Evan Bernstein costumava presentear os ouvintes com um puzzle cético, normalmente sobre alguma pessoa ou tópico dentro do campo da pseudociência. Ocasionalmente o puzzle era apresentado em verso e no episódio 96 foi apresentado como se o puzzle tivesse sido colocado por um rapper cético, ficcional, chamado Kom'n Cents. Os ouvintes teriam de responder ao puzzle via email ou no painel de mensagens. O reconhecimento (embora não sendo um prémio monetário ou um presente) era dado na semana seguinte à primeira pessoa que respondia correctamente ao puzzle. O puzzle cético acabou no episódio #130 para permitir ao Evan concentrar-se em outras áreas incluindo o SGU 5x5.
"Randi Speaks"A 20 de setembro de 2006, James Randi juntou-se ao podcast fornecendo um comentário gravado previamente, num segmento chamado "Randi Speaks", o "Randi Fala", em português. O ilusionista profissional e cético desenvolve um tema semanal no qual tinha andado a pensar, que pode ou não estar relacionado com assuntos sobre ceticismo. O segmento desapareceu por um período mas voltou no episódio de 8 de agosto de 2007 com um formato diferente. Em vez de Randi apresentar uma dissertação preparada, um dos elementos do SGU fazia um pergunta a Randi à qual ele respondia e continuava a partir daí.
"Name That Logical Fallacy"Que em português pode ser algo como, "Diz o Nome dessa Falácia Lógica". Por vezes Steven Novella apresenta ao painel de apresentadores um argumento recente, normalmente de natureza pseudocientífica, que terá aparecido nas notícias ou enviado por ouvintes para consideração. Os participantes são desafiados a apontar quais são as falhas no argumento apresentado, com referências específicas a uma ou mais falácias lógicas utilizadas. Este segmento estreou no episódio 40 mas não faz parte de todos os programas. Muitas das falácias apontadas são tiradas da lista "Top 20 das Falácias Lógicas" do programa.
"Swindlers List"A "Lista de Vigaristas", iniciado a 21 de maio de 2011. Jay Novella fala sobre um determinado embuste que ele descobriu ou que lhe terá sido dito. O primeiro embuste desta secção foi o "Bidsell.com".

## Tema musical
O tema musical do programa chama-se "Theorem" pela banda de rock "Kineto" de São Francisco. O tema foi obtido da Podsafe Music Network. Até ao programa de 2 de novembro de 2005,a música She Blinded Me with Science de Thomas Dolby era o tema musical do programa.

## Convidados
A maioria dos episódios do "Skeptics' Guide" contêm entrevistas. Frequentemente são entrevistados cientistas ou céticos conhecidos, por exemplo  Massimo Pigliucci ou Joe Nickell. São raramente convidados proponentes de pontos de vista pouco ortodoxos ou pseudocientificos. Nos convidados dignos de nota incluem-se:
| Data do programa        | Episódio | Convidado                      | Descrição |
| ----------------------- | -------- | ------------------------------ | --- |
| Convidado regular       | ---      | James Randi                    | Ilusionista do Canadá naturalizado nos Estados Unidos, cético, fundador da James Randi Educational Foundation                                           |
| Convidado regular       | ---      | Phil Plait                     | Astrónomo dos Estados Unidos e cético, antigo presidente da James Randi Educational Foundation, conhecido como "The Bad Astronomer", "O Astrónomo Mau". |
| Convidado regular       | ---      | George Hrab                    | Músico e cético |
| Convidado regular       | ---      | Richard Saunders               | Cético australiano, podcaster e origamista profissional.                                                                                                |
| 29 de junho de 2005     | 5        | Michael Shermer                | Fundador da Sociedade dos Céticos, autor de Why People Believe Weird Things: Pseudoscience, Superstition, and Other Confusions of Our Time              |
| 6 de outubro de 2005    | 15       | Chris Mooney                   | Autor de The Republican War on Science |
| 5 de julho de 2006      | 50       | Gerald Posner                  | Autor de Case Closed |
| 12 de julho de 2006     | 51       | Neal Adams                     | Um proponente das hipóteses Terra oca e a teoria da expansão da Terra                                                                                   |
| 4 de outubro de 2006    | 63       | Michael Shermer                | Fundador da Sociedade dos Céticos, autor de Why People Believe Weird Things: Pseudoscience, Superstition, and Other Confusions of Our Time              |
| 13 de dezembro de 2006  | 73       | B. Alan Wallace                | O presidente e fundador do "Santa Barbara Institute for Consciousness Studies"                                                                          |
| 31 de janeiro de 2007   | 80       | Teller                         | Membro do duo ilusionista Penn & Teller |
| 7 de fevereiro de 2007  | 81       | Adam Savage e Tory Belleci     | Do programa de televisão MythBusters, Caçadores de Mitos, no Discovery Channel                                                                          |
| 15 de fevereiro de 2007 | 82       | Christopher Hitchens           | Jornalista e critico literário, autor de God is not Great: How Religion Poisons Everything                                                              |
| 21 de fevereiro de 2007 | 82       | Matt Stone                     | Co-criador do South Park |
| 21 de fevereiro de 2007 | 83       | Julia Sweeney                  | Antigo membro da equipa do Saturday Night Live |
| 18 de abril de 2007     | 91       | Susan Blackmore                | Doutora em parapsicologia, cética, e autora |
| 25 de julho de 2007     | 105      | Jimmy Carter                   | 39º Presidente dos Estados Unidos, Prémio Nobel |
| 5 de setembro de 2007   | 111      | Bill Nye                       | "The Science Guy" |
| 14 de novembro de 2007  | 121      | Paul Kurtz                     | Fundador do Comitê para a Investigação Cética e presidente do Council for Secular Humanism                                                              |
| 16 de julho de 2008     | 156      | Neil deGrasse Tyson            | Um astrofísico dos Estados Unidos e comunicador de ciência                                                                                              |
| 26 de agosto de 2008    | 162      | Richard Saunders               | Um cético australiano, podcaster eorigamista professional.                                                                                              |
| 8 de outubro de 2008    | 168      | PZ Myers                       | Um professor de biologia dos Estados Unidos na Universidade de Minnesota Morris (UMM) e autor do blog de ciência Pharyngula                             |
| 15 de janeiro de 2009   | 182      | Michio Kaku                    | Físico Teórico |
| 22 de abril de 2009     | 196      | Seth Shostak                   | Um astrónomo dos Estados Unidos e astrónomo sénior no Instituto SETI                                                                                    |
| 13 de maio de 2009      | 199      | Rusty Schweickart              | Um astronauta dos Estados Unidos do programa Apollo |
| 28 de outubro de 2009   | 219      | Mark Edward                    | Mentalista |
| 11 de agosto de 2010    | 265      | Rhys Morgan                    | Defensor do consumidor adolescente |
| 9 de maio de 2011       | 304      | Jon Ronson                     | Autor de "The Psychopath Test" |
| 19 de novembro de 2011  | 331      | Neil deGrasse Tyson            | Um astrofísico dos Estados Unidos e comunicador de ciência                                                                                              |
| 3 de dezembro de 2011   | 333      | Rhys Morgan                    | Defensor do consumidor adolescente |
| 8 de setembro de 2012   | 373      | Billy West                     | Dobrador da série Futurama entre outras |
| 29 de setembro de 2012  | 376      | Pamela Gay                     | Astrónoma e podcaster |
| 20 de outubro de 2012   | 379      | Jamy Ian Swiss                 | Ilusionista |
| 17 de novembro de 2012  | 383      | Bruce Hood                     | Psicólogo e autor |
| 1 de dezembro de 2012   | 385      | Banachek                       | Mentalista e diretor da James Randi Educational Foundation One Million Dollar Paranormal Challenge                                                      |
| 5 de janeiro de 2013    | 390      | Massimo Pigliucci              | Filósofo e autor |
| 26 de janeiro de 2013   | 393      | Zack Kopplin                   | Ativista educacional |
| 2 de março de 2013      | 398      | Jon Ronson                     | Journalista e realizador de documetários |
| 11 de maio de 2013      | 408      | Don McLeroy                    | Criacionista e antigo membro do conselho para a educação do estado do Texas                                                                             |
| 22 de junho de 2013     | 414      | Daniel Loxton                  | Ilustrador e editor da revista Junior Skeptic |
| 13 de junho de 2013     | 417      | Paul Offit                     | Pediatra e defensor da vacinação |
| 10 de agosto de 2013    | 421      | Michael E. Mann                | Climatologista |
| 24 de agosto de 2013    | 423      | Sanal Edamaruku                | Autor e president fundador da Rationalist International                                                                                                 |
| 31 de agosto de 2013    | 424      | Cara Santa Maria               | Comunicador de ciência |
| 12 de outubro de 2013   | 430      | Marty Klein                    | Terapeuta sexual e autor |
| 9 de novembro de 2013   | 434      | Chris Mooney e Indre Viskontas | Escritores científicos e podcasters |
| 16 de novembro de 2013  | 435      | Gerald Posner                  | Journalista e autor |
| 7 de dezembro de 2013   | 438      | Susan Gerbic e Tim Farley      | Fundadora da Guerrilla Skepticism on Wikipedia e criador do website What's the harm                                                                     |
| 11 de janeiro de 2014   | 443      | Mark Crislip                   | Médico e podcaster |
| 25 de janeiro de 2014   | 445      | Karen Stollznow                | Linguista e podcaster |
| 1 de março de 2014      | 451      | Michio Kaku                    | Físico e comunicador de ciência |
| 15 de março de 2014     | 453      | Jennifer Ouellette             | Escritor de ciência |
| 5 de abril de 2014      | 456      | James Marsters                 | Ator e músico |
| 3 de maio de 2014       | 460      | Elise Andrew                   | Fundador da página de Facebook "I Fucking Love Science"                                                                                                 |
| 27 de setembro de 2014  | 481      | Daniel Dennett                 | Filósofo e investigador de cognição |
| 21 de julho de 2018     | 680      | Bill Nye                       | "The Science Guy" |
| 15 de dezembro de 2018  | 701      | Susan Gerbic                   | Fundadora da Guerrilla Skepticism on Wikipedia |
| 9 de março de 2019      | 713      | Susan Gerbic                   | Fundadora da Guerrilla Skepticism on Wikipedia |

## Reconhecimento
O Skeptics' Guide ganhou o Podcast Awards  em 2009, na categoria de "Educação", e novamente em 2010 mas agora na categoria de "Ciência".

## SGU 5x5
O The Skeptics' Guide 5x5 (SGU 5x5 para simplificar) é um podcast associado, anunciado como "cinco minutos com cinco céticos", oferece episódios mono-temáticos que normalmente aprofundam tipos específicos de falácias lógicas.